# サンビル
サンビル（英語: Sambir、Самбір、[uk]；Sambor；סאַמבאָר Sambor）は、ウクライナのリヴィウ州サンビル・ラヨンにある都市。サンビル・ラヨンの行政中心を務め、ポーランド国境に近い。サンビル都市フロマーダの行政を担うウクライナのフロマーダの一つである。人口：34,152人（2022年推定）。

## 地理

### 位置
サンビルはドニエストル川の左岸に位置し、ストルヴィアシュ川との間に形成されるほぼ島のような地形にある。東西ヨーロッパ、南北を結ぶ交通の要衝にあり、ウクライナの文化的、工業的、観光的中心地である。
リヴィウ州で5番目に大きな都市。州都リヴィウまでの距離は鉄道で78マイル、道路で76キロメートル。市域は南西から北東へ10.5キロメートル、北西から南東へ4.5キロメートルで、面積は24平方キロメートル。市中心部は海抜305.96メートルに位置する。
サンビルは東ヨーロッパと西ヨーロッパ、南北を結ぶ重要な道路が通る。電化された鉄道路線、主要なパイプライン、電力線が市内を通る。

### 気候
サンビルの年間平均気温は8 and 10 °C (46 and 50 °F)。冬は比較的穏やかで、雪が降らないこともあり、降水量は年間で最も少ないが、雨や雪が頻繁に降る。春は長く、風が強く、涼しく、非常に湿気が多い。夏は暖かく、暑く、やや湿潤で雨が少ない。秋は暖かく、晴天で乾燥しており、通常11月初旬まで続く。最寒月（1月）の平均気温は−4 °C (25 °F)、7月の平均気温は28 °C (82 °F)。2013-2014年の冬は異常に暖かく、12月の平均気温は1 °C (34 °F)、最低−7 °C (19 °F)、最高9 °C (48 °F)で、雪はほとんど観測されなかった。

## 歴史
サンビルとスターリ・サンビルは、ハルィチィナ（現：ウクライナ、リヴィウ州）のドニエストル川沿いに位置する。歴史は現在スターリ・サンビル（「古いサンビル」）として知られる場所で始まり、12世紀にキエフ・ルーシのハールィチ公国の重要な中心地として設立された。1241年、タタールの襲撃により焼き払われた。
スターリ・サンビルの住民、特に織物業者は、旧市街から約12キロメートル離れたポホニチ村に移り、これをノヴィ・サンビル（新サンビル）と呼び、旧市街はスターリ・サンビルと呼ばれるようになった。ポホニチ村は当初キエフ・ルーシ、1124年からハールィチ公国、1254年からハールィチ・ヴォルィーニ大公国の一部だった。ガリツィア・ヴォルィーニ年代記に記載され、1349年に最後の統治者ボレスワフ・ユーリー2世の死後、ポーランド王国、後にルテニア県（ポーランド・リトアニア共和国）に編入された。
サンビルの基礎は1390年、クラクフのヴォイヴォダでヴワディスワフ2世 (ポーランド王)の側近、スピトコ2世・メルシュティンにより築かれた。国王は軍功を認め、ドブロムィルからストルィイまでの広大な土地を彼に与えた。スピトコはポホニチの重要性を評価し、1390年12月13日、ヘンリク・フォン・ラントシャウトにポホニチをノヴィ・サンビルとして都市化し、マクデブルク法を付与する許可を与えた。
ポホニチ村の設立時期は史料不足で不明だが、ドニエストル川とその支流ムリヌフカ近くの商業・戦略的要衝にあり、防衛拠点として機能した。1450年まで公式文書では「サンビル」または「ノヴィ・サンビル（旧ポホニチ）」と呼ばれた。

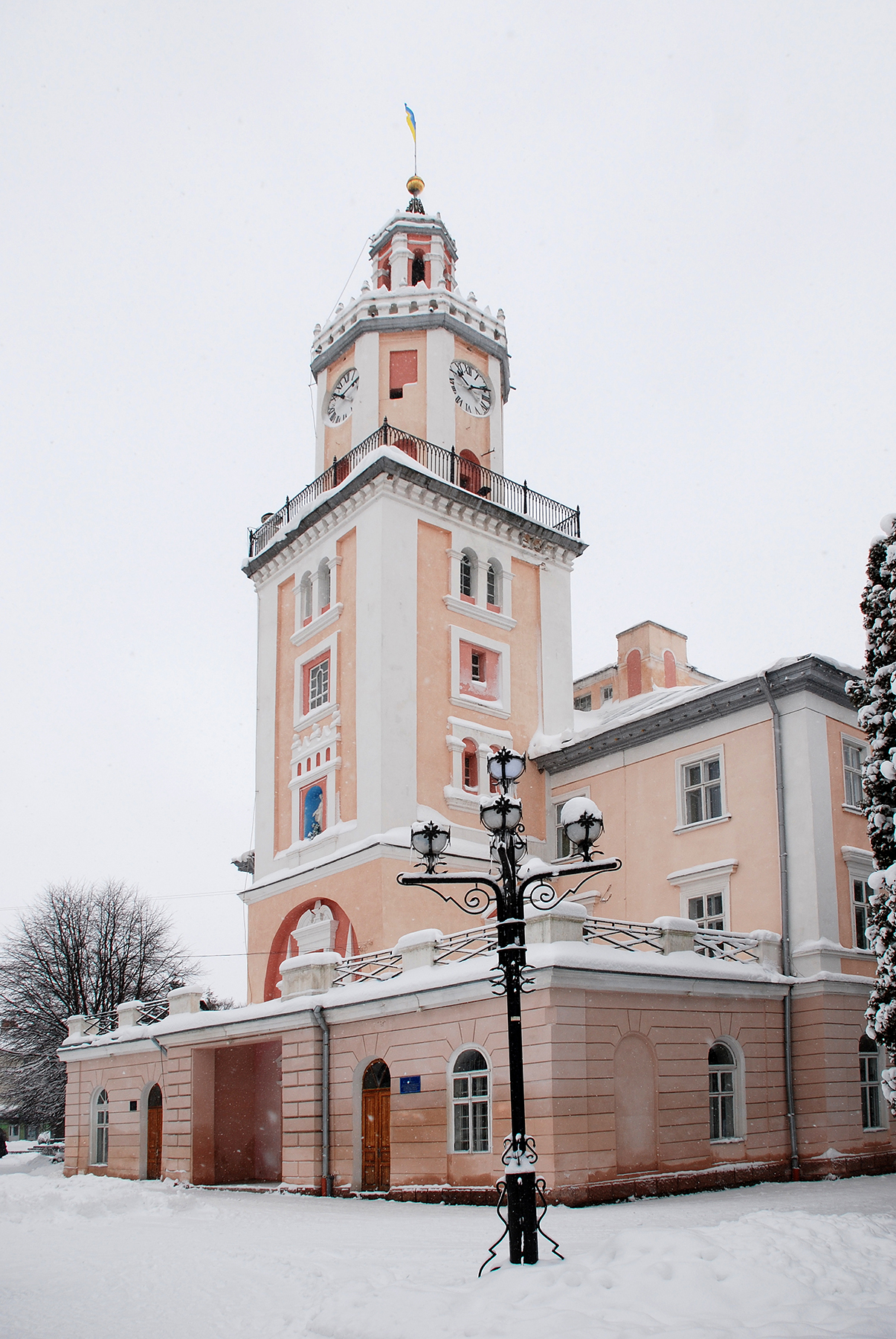
市庁舎

サンビルはドニエストル川とストルヴィアシュ川に囲まれたほぼ島のような地形にあり、ドニエストル川から分岐するムリヌフカ川が自然の魅力を添える。都市権の付与により、ポーランド人、ルテニア人、ドイツ人、ユダヤ人が流入した。
スピトコは都市の発展に尽力し、1394年1月、国王の許可を得て住民を各種税から免除した。しかし1399年、スピトコはタタールとの戦争（ヴォルスクラ川の戦い）で戦死し、サンビルの所有権は妻エルジュビェタ・メルシュティンスカに渡った。
サンビルはサン川経由でバルト海、ドニエストル川経由で黒海を結ぶ重要な商業ルート上にあり、木材、塩、牛、毛皮、蜂蜜、ワイン、馬、革、布、果物などが取引された。リヴィウへの道もルドキとコマルノを経由し、東方からの商品の集散地として機能した。
サンビルは何度も再建された。1498年、トルコとタタールの攻撃で全焼し、1515年には再びタタールの侵攻を受けた。16世紀、木造家屋の焼失跡に新たなサンビルが建設された。
1530年、スタロスタ（地方長官）のクシシュトフ・オドロヴァシュ・シドウォフスキは、度重なる攻撃に対応し、厚い壁と深い堀で市を囲んだ。ポーランド分割の1772年まで、250年間、サンビルは狭い街路に閉じ込められ、拡張が制限された。
市壁、門、塔の維持は市当局の大きな負担で、11の職人ギルドが壁の特定の部分を守り、武器を自費で用意した。市場広場の中心には「ラトゥシュ」（市庁舎）が立ち、1637年の大火で全焼後、1668年に再建され、塔の頂に市の紋章（矢で射られた鹿）が掲げられた。
18世紀中盤、人口の68%がローマ・カトリック、25%がユダヤ人、6%がウクライナ・ギリシャ・カトリック教会だった。

### 王宮
防衛上、市壁外のブリフ郊外にあった王宮が重要だった。1498年に木造で焼失後、1530年にスタロスタ・シドウォフスキがドニエストル川近くに要塞として再建し、堀と土壁で囲んだ。1569年には65人の使用人と歩兵・騎兵の駐屯地があり、王宮とサンビル周辺の治安維持に当たった。ハンガリーからの匪賊の侵入を防ぐ役割も果たした。
王宮はポーランドのほぼ全ての国王や国家元首を迎え、都市の名士が参加する盛大なレセプションが開催された。

### 生神女誕生教会
サンビル生神女誕生教会は1570年代後半、ポーランド・リトアニア共和国のサンビルで、ルテニア人（rusini）の依頼により、ポーランド女王・リトアニア大公妃ボナ・スフォルツァが木造で建設した。多宗教環境での建設は抗議を招いたが、「主のために」解決され、木造教会が建てられた。1738年に石造で再建され、側面礼拝堂を加えて現存する。

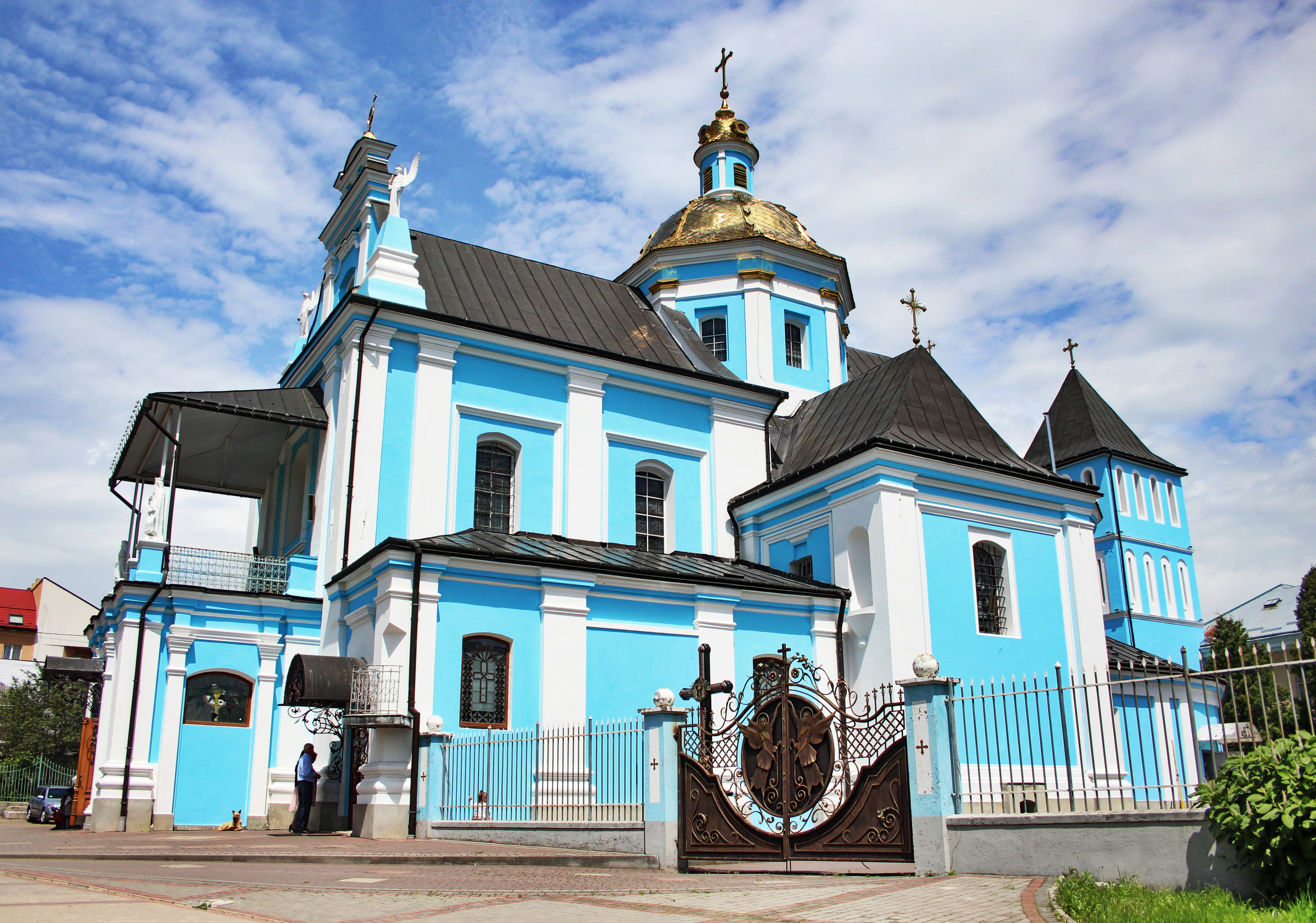
サンビル生神女誕生教会

石造教会はシンプルで明確な建築様式を持ち、正面にバルコニーと守護天使の像がある。内部には画家ヤブロンスキの絵画が飾られている。

### ユダヤ人コミュニティ
1939年、サンビルには約8,000人のユダヤ人が住み、主に市中心部に集中し、ユダヤ人学校とシナゴーグがあった。ユダヤ人は商人、職人、工芸家として活躍した。
1941年6月末、バルバロッサ作戦後、ソビエト連邦のNKVDがサンビルのNKVD囚人虐殺で500～700人の囚人を処刑した。6月29日のドイツ占領開始後、虐殺された遺体の発見が反ユダヤポグロムを引き起こし、ウクライナ人民民兵により約50人のユダヤ人が殺害された。
1942年3月、公開ゲットーが設置され、約6,500人のユダヤ人が収容された。1942年8月～10月に4回の「ユダヤ人アクション」が実施された。8月4日の第1アクションでは、ドイツ憲兵、ウクライナ警察、治安警察によりスタジアムで選別が行われ、150人が殺害され、4,000人がリヴィウや収容所に送られた。9月25～26日の第2アクションでは、ユダヤ人評議会が選んだ300人がラリフカの森で射殺された。10月17～18日および22日の第3・第4アクションでは、ドイツ憲兵、保護警察、ウクライナ警察により、1,000人と460人がベウジェツ絶滅収容所に送られた。
1942年12月、公開ゲットーが閉鎖ゲットーとなり、1943年2月～6月に複数回のアクションが行われた。1943年2月13日の第1アクションで500人、4月14日の第2アクションで900人がラリフカの森や墓地で射殺された。5月20～22日の第3アクションでは「労働不能」な数百人が射殺され、6月5日にゲットーが清算され、1,000人がラリフカの森で射殺された。
約160人のユダヤ人が生き残り、多くは地元のポーランド人やウクライナ人の農民に匿われた。

### 独立ウクライナ
2020年7月18日まで、サンビルは州直轄市 (ウクライナ)としてサンビル・ラヨンの行政中心を務め、ラヨンに属さなかった。2020年7月、ウクライナの行政改革によりリヴィウ州のラヨンが7つに削減され、サンビル市はサンビル・ラヨンに統合された。
現在、第704放射線・化学・生物防護連隊が市内に駐屯している。

## 時間帯
サンビルを含むウクライナ全土はキエフ時間を採用。毎年3月の最終日曜日の3:00に夏時間（1時間進む）、10月の最終日曜日の4:00に冬時間（1時間戻る）に移行する。

## 国際関係

### 姉妹都市
サンビルは以下の都市と姉妹都市関係にある：
- スロビャンシク
- ブゾゾフ
- コストシン・ナド・オドラ
- オシフィエンチム
- ソスノヴィエツ[3]
- ブライザハ・アム・ライン
- ケルペン
- キュストリナー・フォアラント

## 著名な出身者
- ヴワディスワフ・アブラハム（英語版）（1860年–1941年） - ポーランドの弁護士、科学者、ロマン・アブラハムの父
- ヴォロディミル・バチンスキー（ウクライナ語版）（1880年–1927年） - ウクライナの政治家、弁護士、第二ポーランド共和国最大のウクライナ政党の組織者
- ヴィクトル・ビエガンスキ（英語版）（1892年–1974年） - ポーランドの俳優、映画監督、脚本家
- ワレリー・ボルゾフ（1949年–） - ウクライナの短距離選手、オリンピック2回出場、元ウクライナ国家オリンピック委員会会長、青年・スポーツ大臣
- ヴワディスワフ・ビルカ（1878年–1945年） - ポーランドの弁護士、経済学者、政治家、PKOバンク・ポルスキ会長、セイム副議長
- エルンスト・アイヒェル（1907年–約1956年） - バイオリニスト、指揮者、「エルネスト・ボルサムスキー」の芸名で活動
- マリア・ワンダ・ヤストシェンプスカ（英語版）（1924年–1988年） - ポーランドの電子工学者、学者
- ステファン・カチュマルツ（英語版）（1895年–1939年） - ポーランドの数学者
- ミコラ・コレッサ（1903年–2006年） - ウクライナの作曲家
- ペトロー・コナシェーヴィチ・サハイダーチヌイ（1582年–1622年） - ウクライナの貴族、軍司令官、政治指導者、ザポロージャ・コサックのヘトマン（1616年–1622年）
- レシ・クルバス（1887年–1937年） - ウクライナの映画・演劇監督
- アンドリー・クズメンコ（英語版）（1968年–2015年） - ウクライナの歌手、作曲家、詩人、作家、テレビ司会者、プロデューサー、俳優、ロックバンド「スクリャビン」のリーダー
- ヘンリー・レールマン（英語版）（1881年–1946年） - 映画監督
- ユリウシュ・マカレヴィチ（1872年–1955年） - 第二ポーランド共和国の元老院議員、法律専門家、リヴィウ大学教授
- タデウシュ・パンキエヴィチ（英語版）（1908年–1993年） - ポーランドの薬剤師、ホロコースト救援者、「諸国民の中の正義の人」として表彰
- フルィホーリー・サンボルチク（ウクライナ語版）（1523年–1573年） - ウクライナの科学者、ルネサンス詩人、クラクフ大学教授
- ヨゼフ・スコヴィラ（1941年–） - ポーランドの政治家、セイム議員
- エドゥアルト・シュトイアーマン（1892年–1964年） - ピアニスト、フェルッチョ・ブゾーニの弟子
- ジグムント・シュトイアーマン（英語版）（1899年–1941年） - サッカー選手
- カスペル・トヴァルドフスキ（英語版）（1583年–1641年） - ポーランドの詩人
- マリナ・ムニシュフヴナ（1588年–1614年） - ポーランド貴族の娘、モスクワの動乱期に偽ドミトリーの妻としてツァーリ妃
- サルカ・フィールテル（英語版）（1889年–1978年） - ハリウッドの脚本家、回顧録作家
- ヤン・バルト（英語版）（1919年–1971年） - ユダヤ教のカントール、イディッシュのエンターテイナー

## ギャラリー

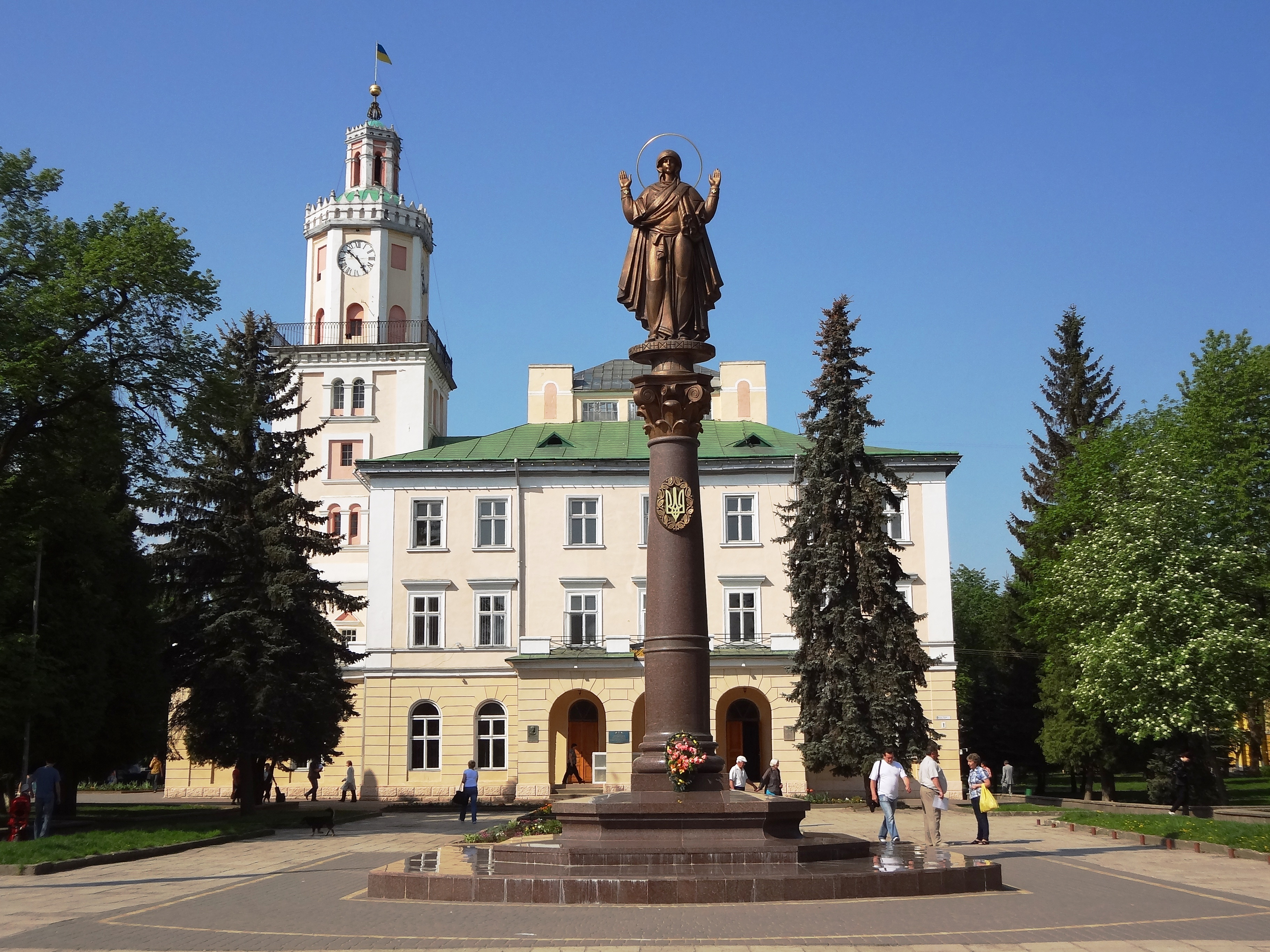
市場広場
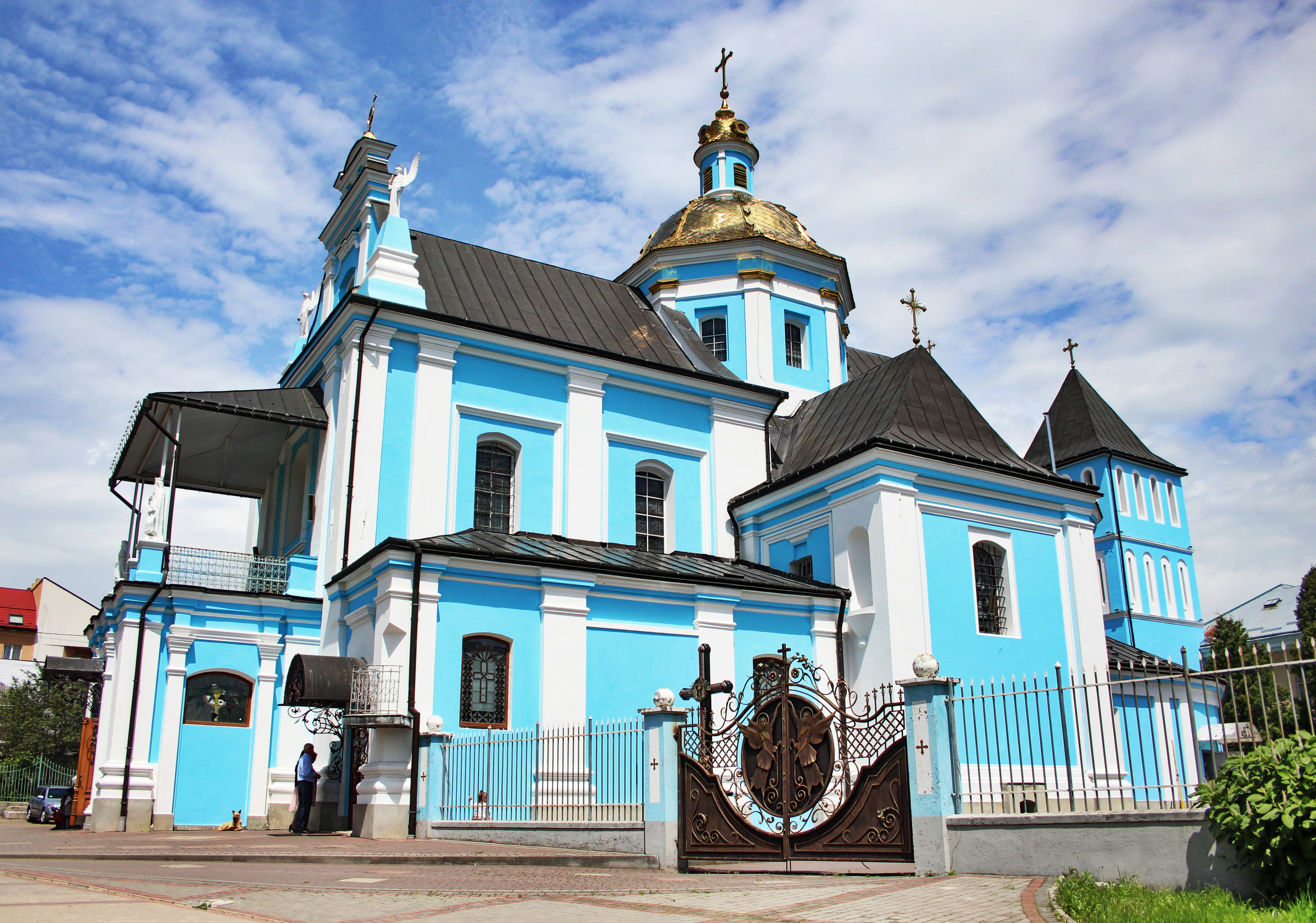
生神女誕生教会
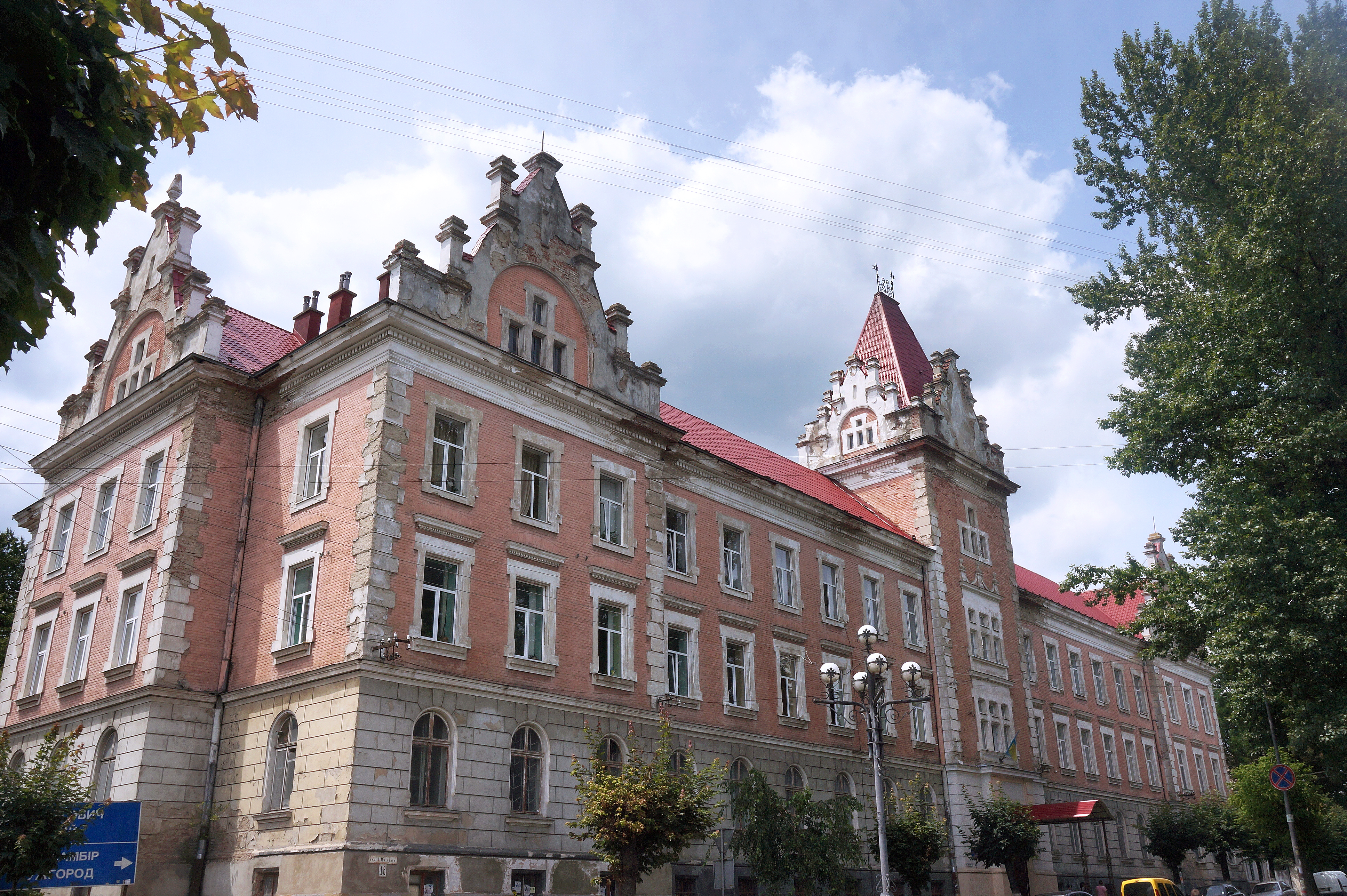
財務政府庁舎
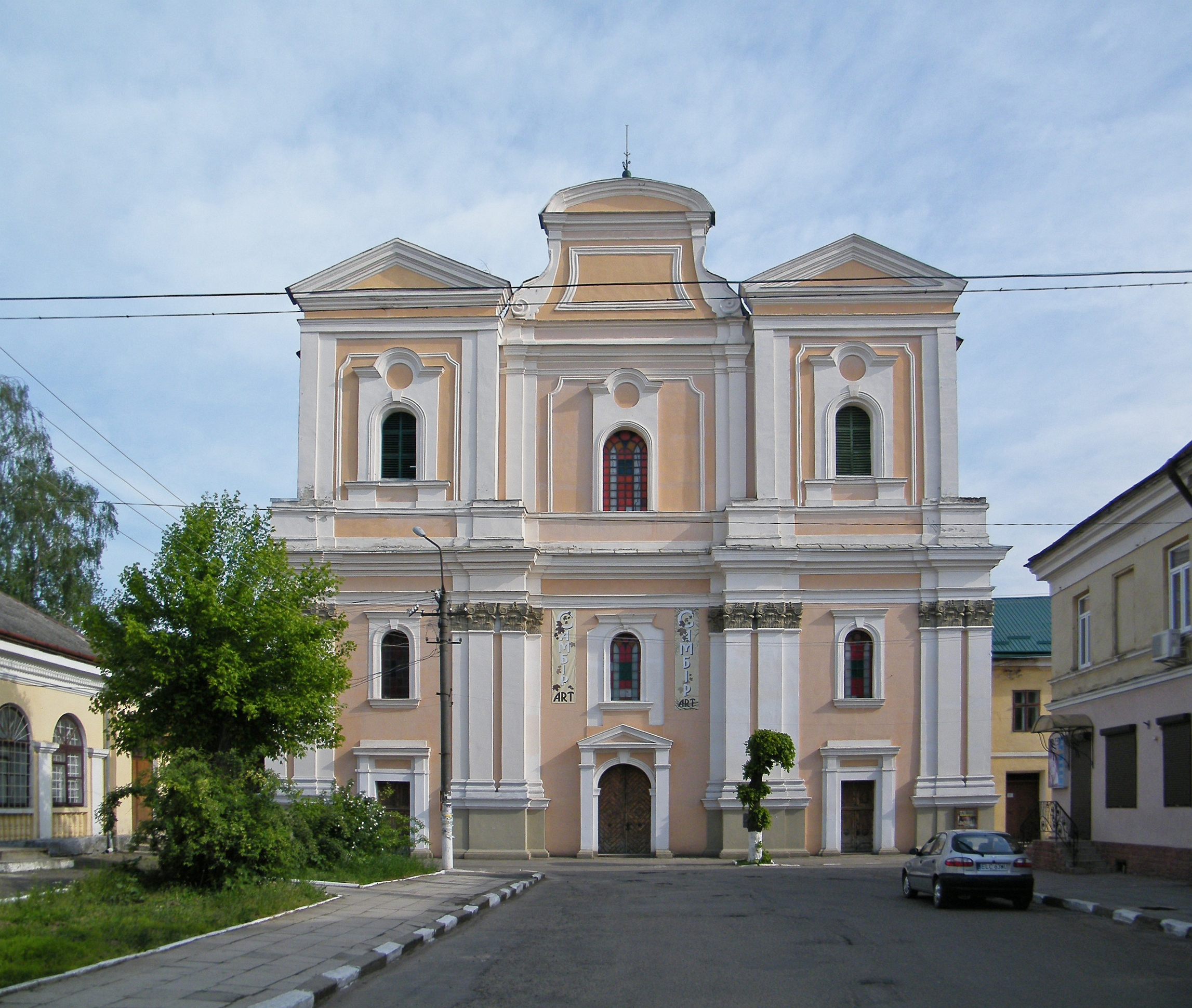
聖スタニスラフ教会
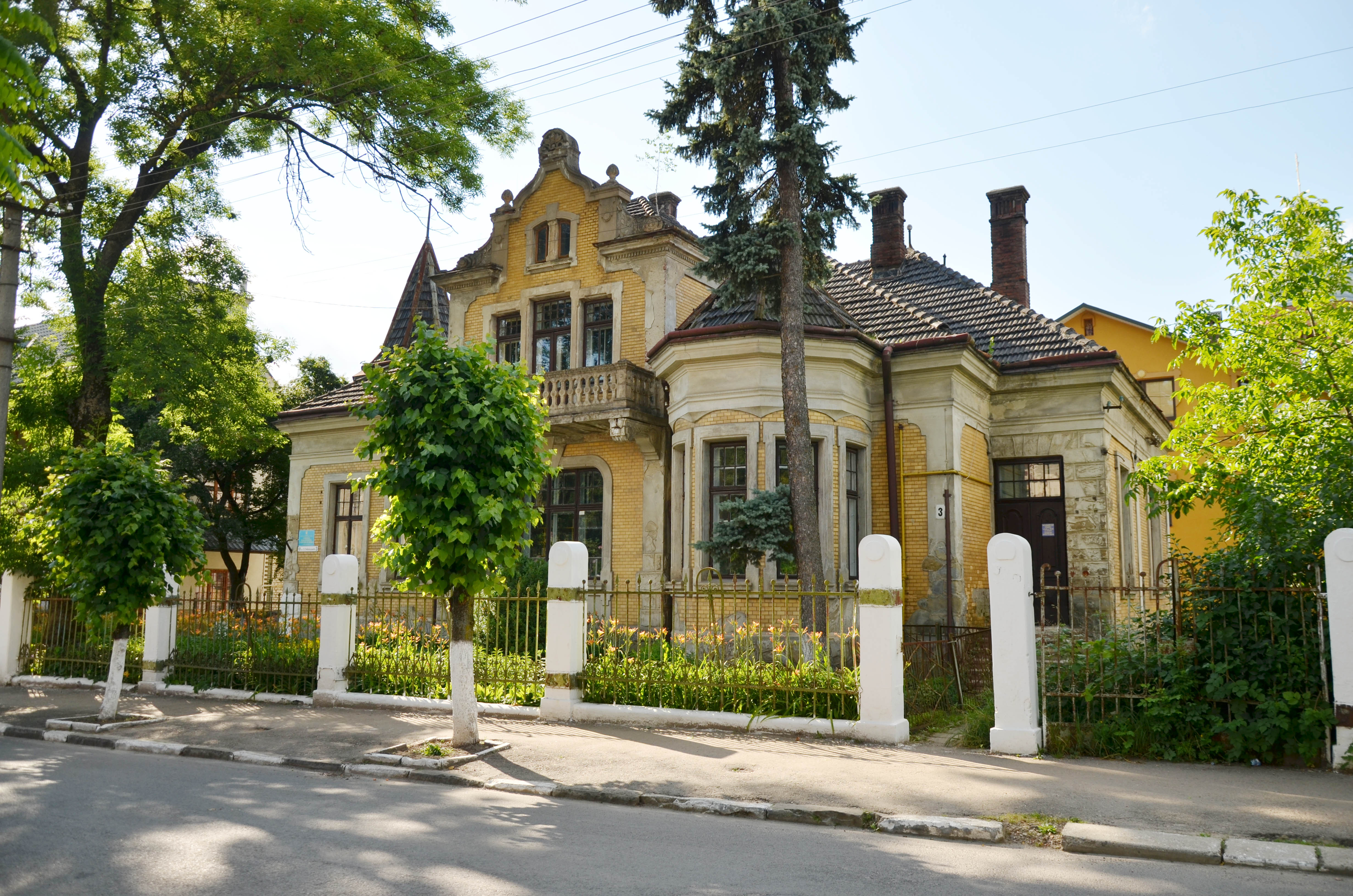
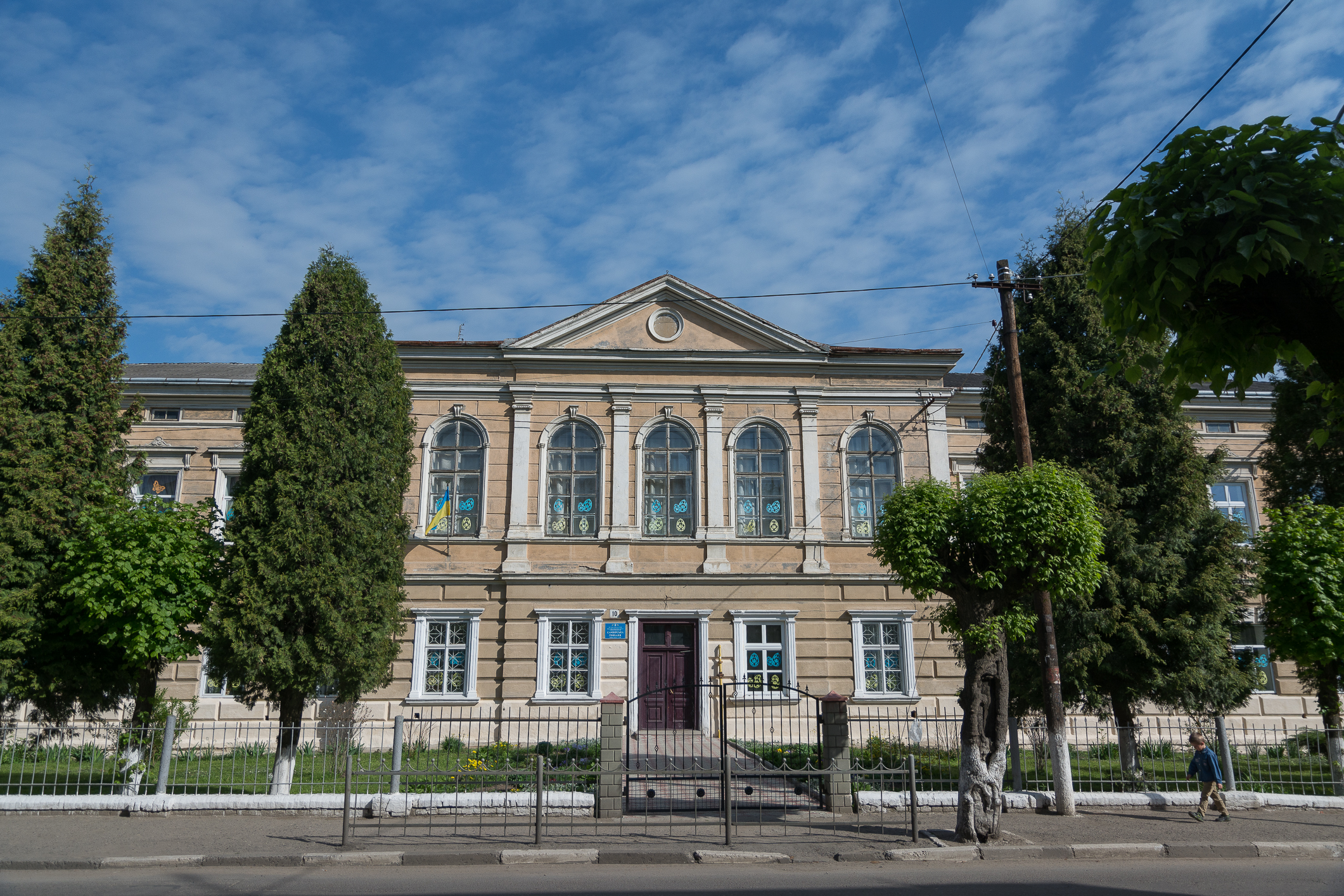
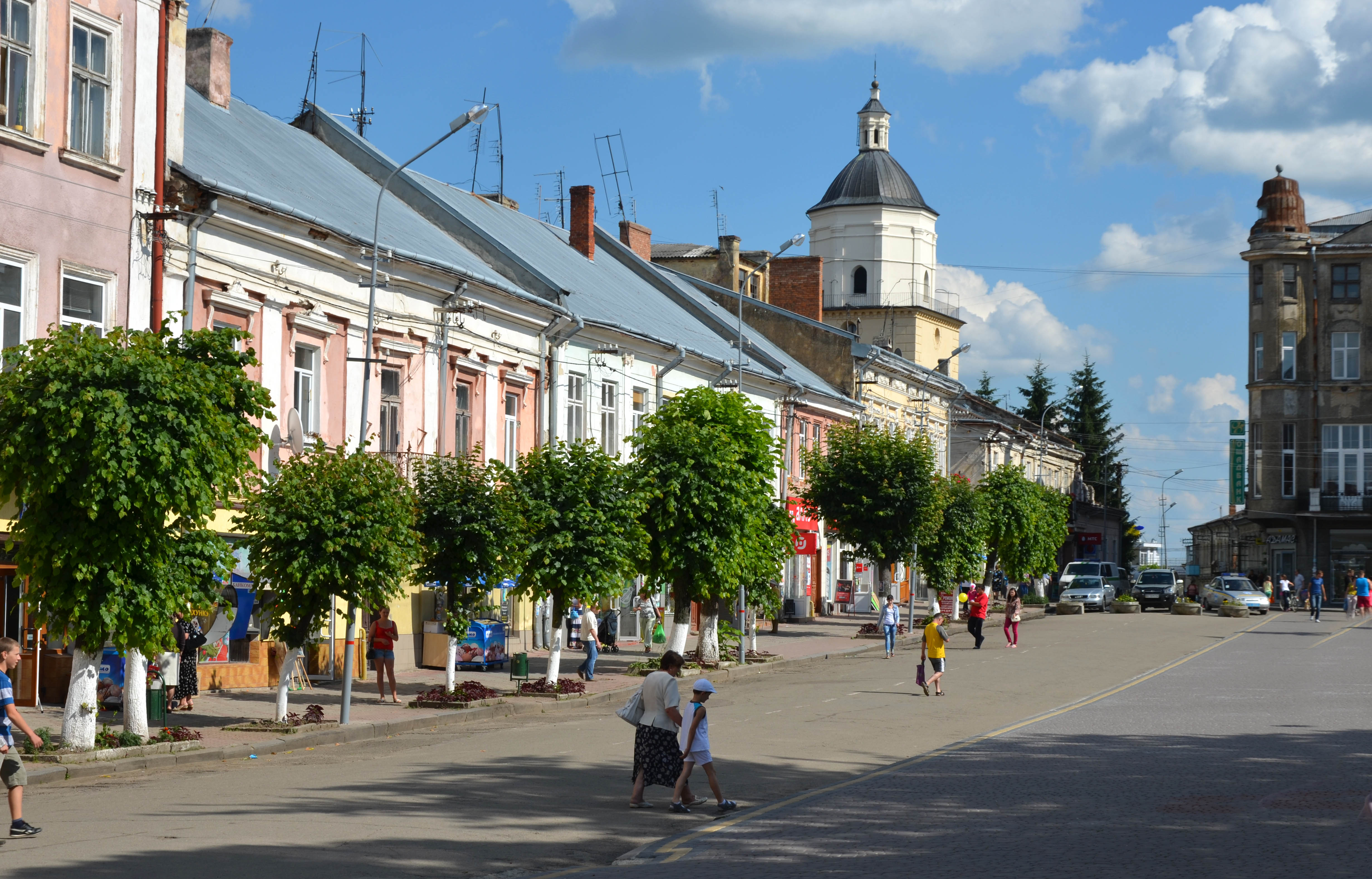
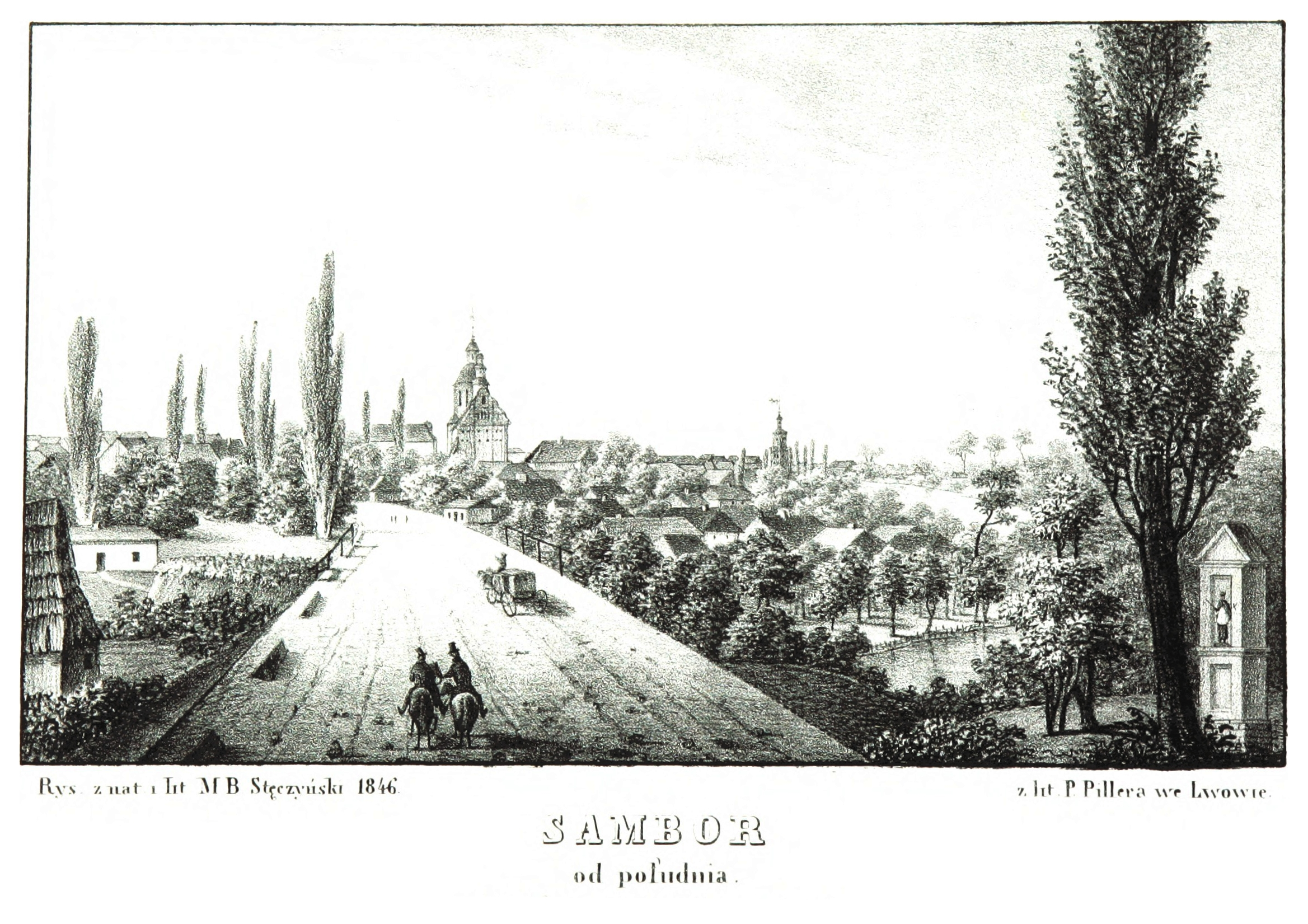
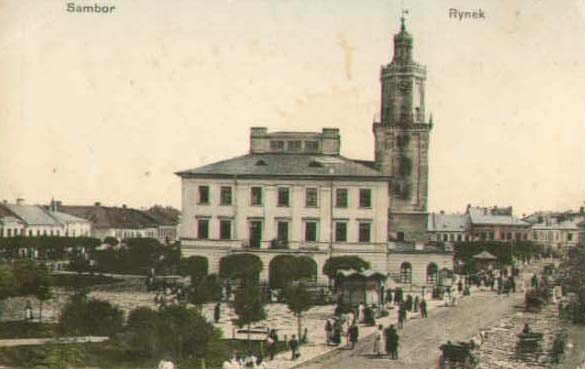
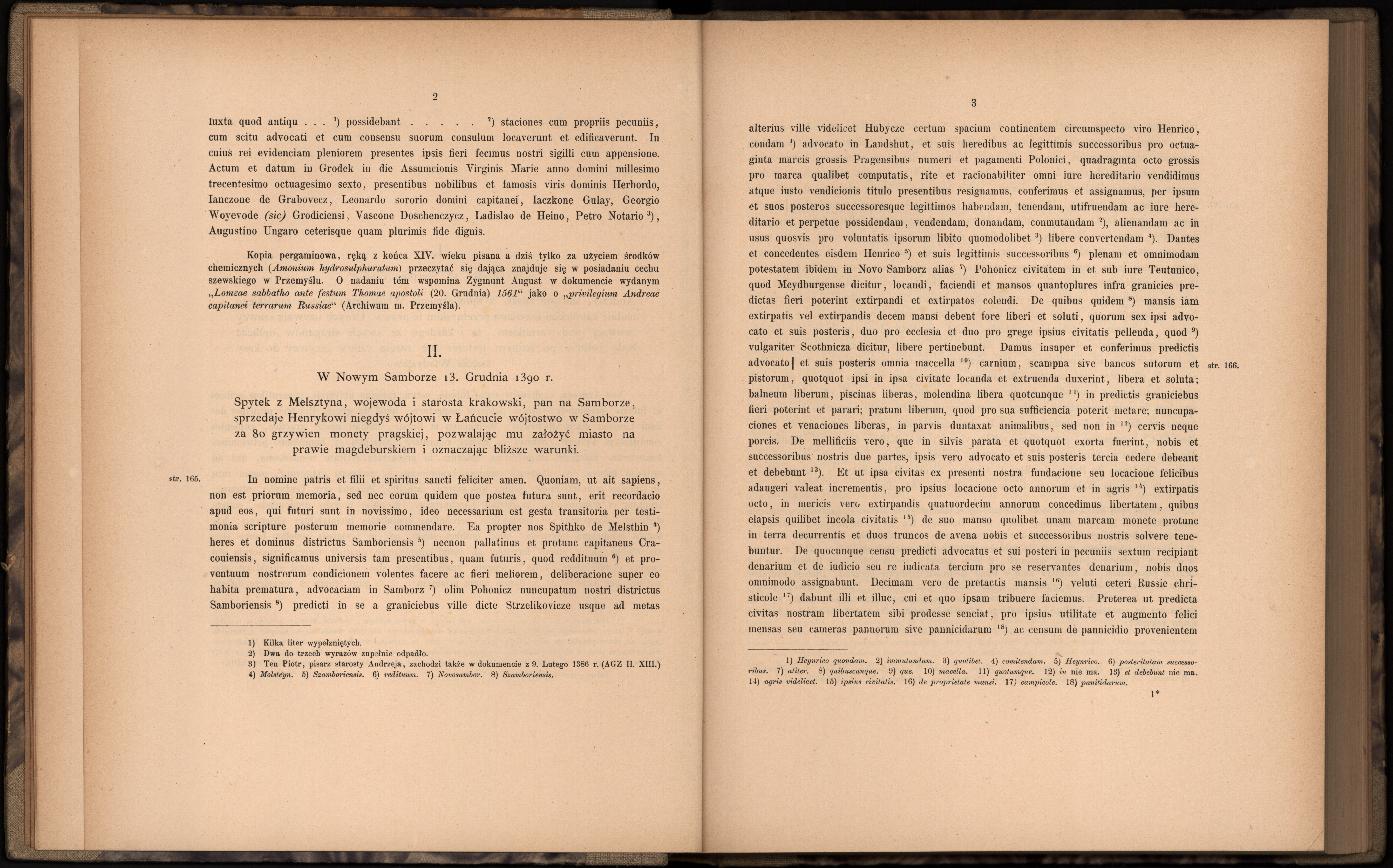
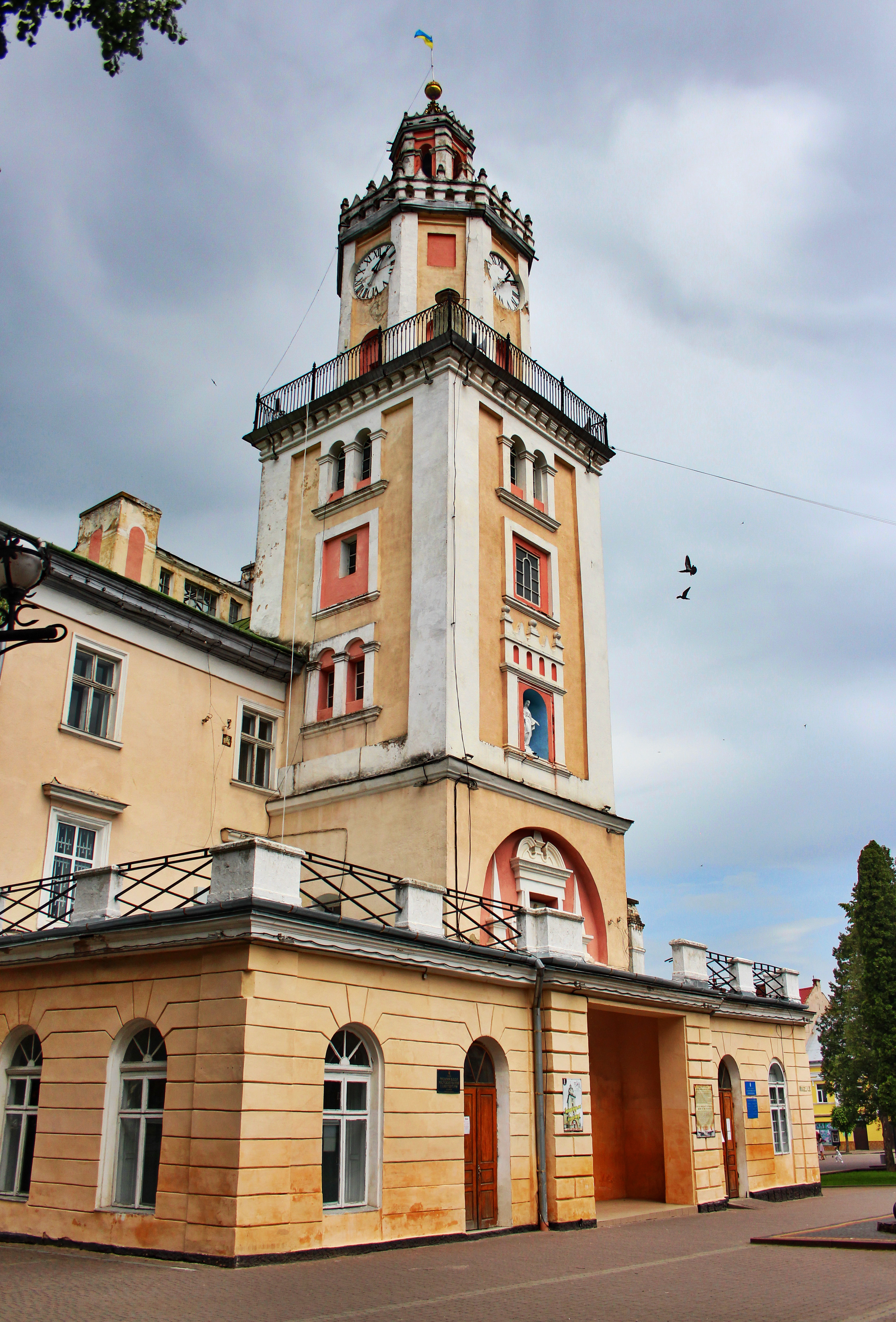
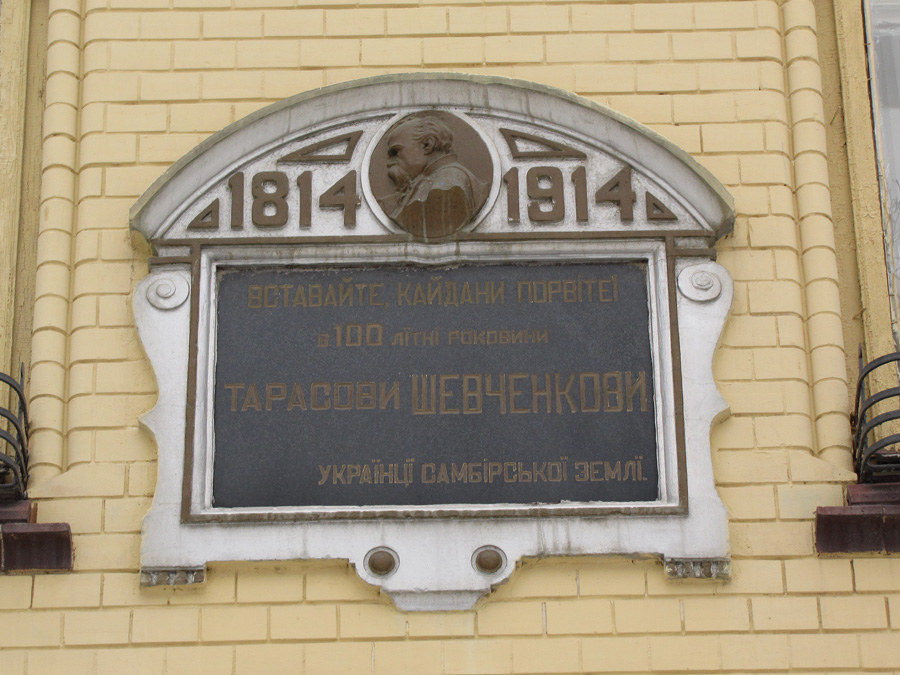
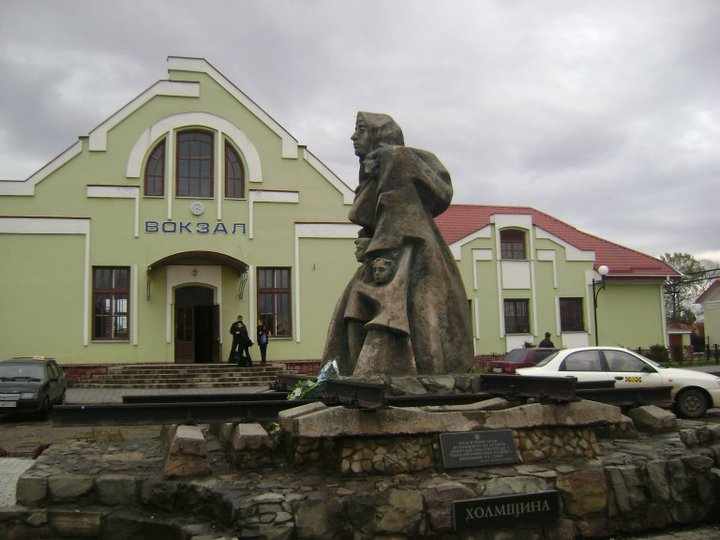